# Polissoir (archéologie)
Pour les articles homonymes, voir Polissoir.

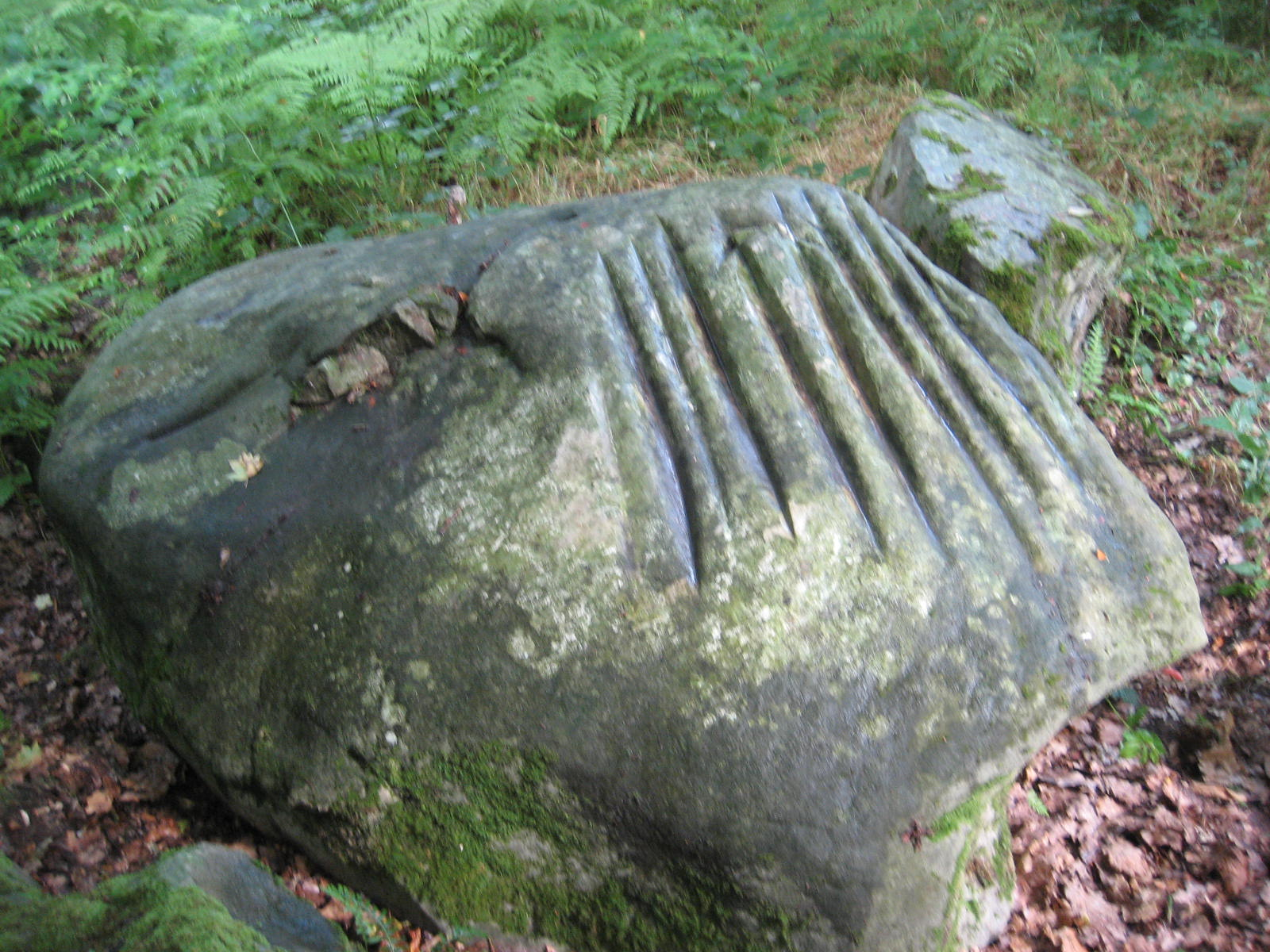
Polissoir à gorges du Château d'eau à Faÿ-lès-Nemours

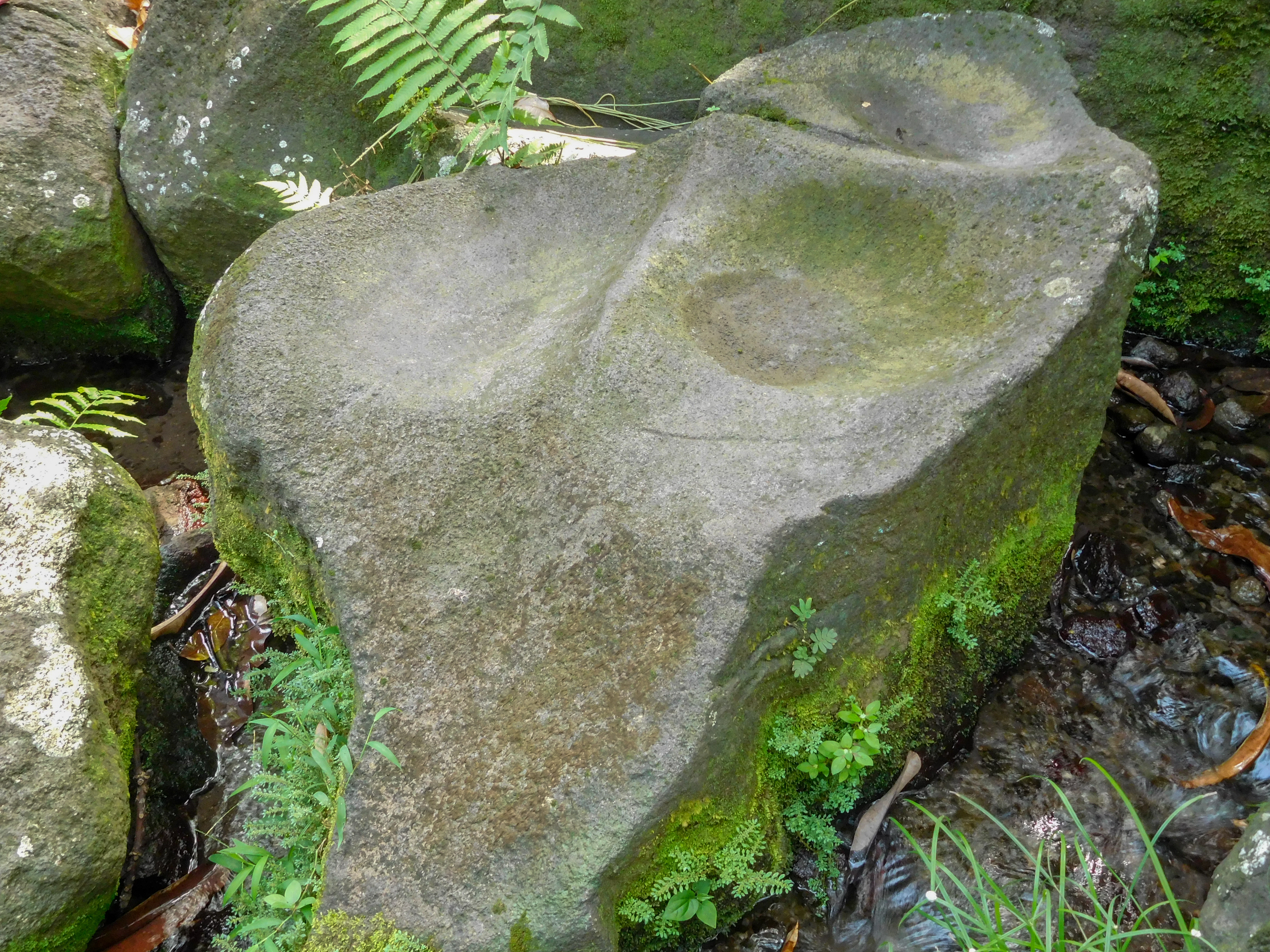
Polissoir à dépression circulaire de la rivière du Petit Carbet.

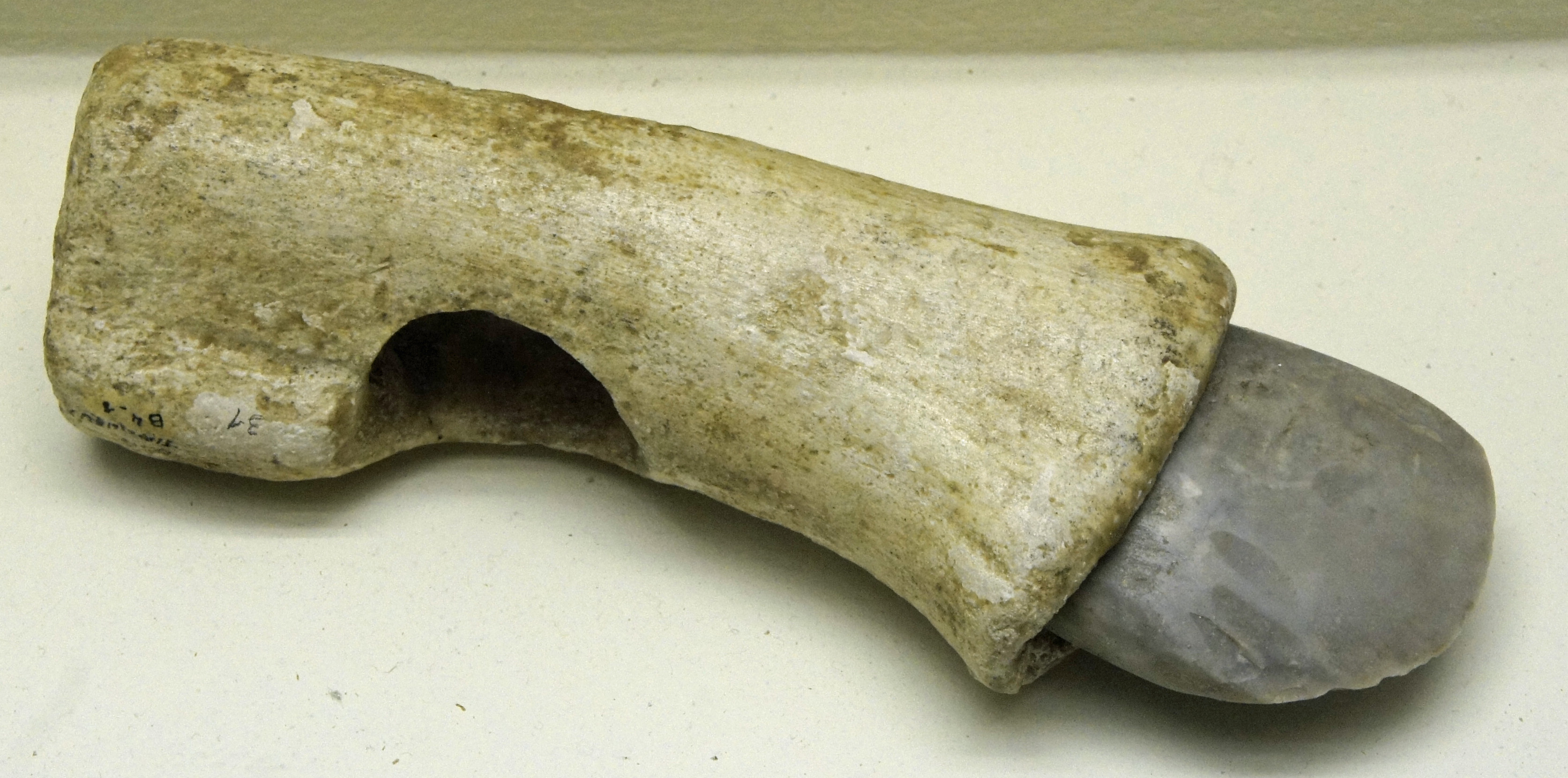
Hypogée de l'Homme-mort à Tinqueux, hache en silex dans sa gaine en bois de cerf.

En archéologie préhistorique, un polissoir est un bloc de roche dure (grès, quartzite, granite, silex) ayant servi, au Néolithique, à polir les haches en pierre (silex et autres roches dures). Ils sont de deux types : à gorges longitudinales ou à dépression circulaire. Par convention, les polissoirs sont classés parmi les mégalithes bien qu'ils n'en possèdent aucune des caractéristiques.

## Description
Les polissoirs à gorges comportent généralement une ou plusieurs rainures de section en « V » ou en « U », parfois associées à une ou plusieurs cuvettes. Les rainures, souvent parallèles, observées à la surface des polissoirs correspondent au polissage des bords d'outils. Les cuvettes, souvent ovales, sont quant à elles le fruit de l'affûtage des tranchants ou des cuvettes de meulage.
Les dimensions des polissoirs sont variables : les plus imposants pesant plusieurs tonnes sont souvent fixes (le rocher reste en place) mais les plus petits sont transportables. Le plus souvent, ils sont en grès, parfois en quartzite, granite et même silex.

## Polissage
Au Néolithique, l'outil principal est la hache en pierre polie : outil à tout faire, il permet de réaliser les défrichages nécessaires à la mise en culture de nouvelles terres. La hache est alors emmanchée dans une gaine en bois de cervidé.
Le polissage est destiné à rendre les tranchants plus résistants et plus efficaces. Avant cette opération, l'objet à polir est d'abord taillé et bouchardé. L'ébauche est ensuite soumise à une action d'abrasion sur un bloc de pierre humidifié, parfois associé à du sable, pour polir les arêtes, lisser et affûter le tranchant. Le polissage d'une pièce constituait un travail pénible puisqu'une pression de plusieurs dizaines de kilos, durant plusieurs heures, était nécessaire pour obtenir un résultat efficace et valable.

## Contexte
Les polissoirs sont souvent retrouvés groupés et quelquefois proches d'indices suggérant un habitat ou au moins une occupation des lieux (outils en silex, meule dormante). La prévalence de ces plages polies de toutes formes, parfois très discrètes, parfois sur un grand nombre de blocs, indique souvent qu'il n'y a eu aucune intention de créer des polissoirs et qu'ils ne sont que les traces résultantes de l'activité de polissage des outils. La cuvette de polissoirs abandonnés a parfois été utilisée comme mortier ou laverasse (bloc à cuvette ou bassins jumelés à l'entrée d'une ferme et servant aux paysans à se laver les mains). Les formes des gorges ont nourri l'imaginaire populaire, d'où les microtoponymes locaux associés aux polissoirs et laverasses : griffes du diable, fesses de sorcières,.

## Polissoirs en France
La fréquence des polissoirs est liée à la disponibilité des roches destinées à la fabrication des haches et de celles de blocs permettant de constituer des polissoirs. De fait, les polissoirs sont fréquents dans le Bassin parisien au sens large et dans toute l'aire d'extension de la culture Seine-Oise-Marne : de multiples exemplaires ont ainsi été trouvés dans les départements de l'Aube, de l'Yonne, de Seine-et-Marne, de l'Essonne, du Loiret, de Loir-et-Cher et d'Eure-et-Loir.

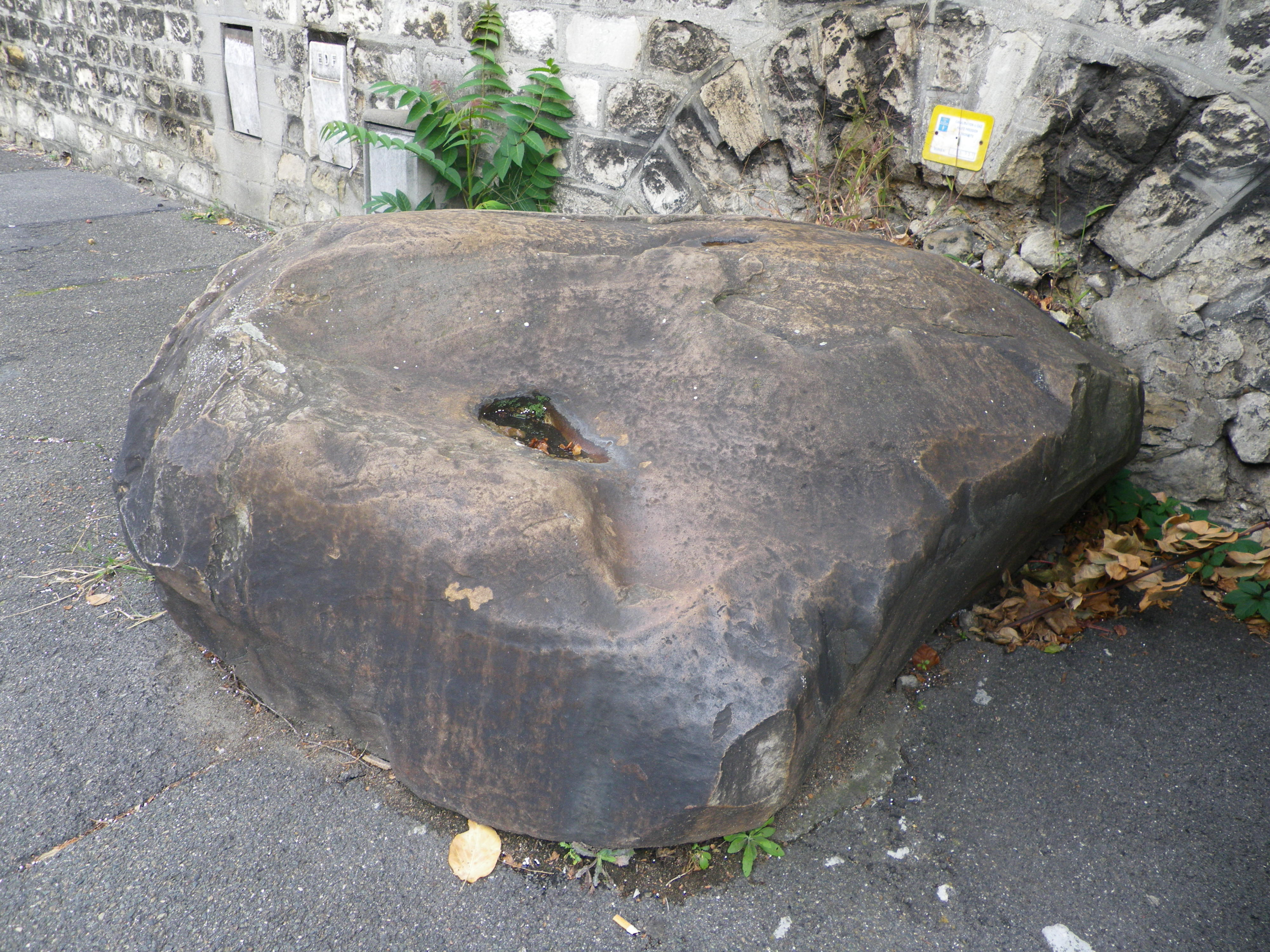
Polissoir de Malakoff.
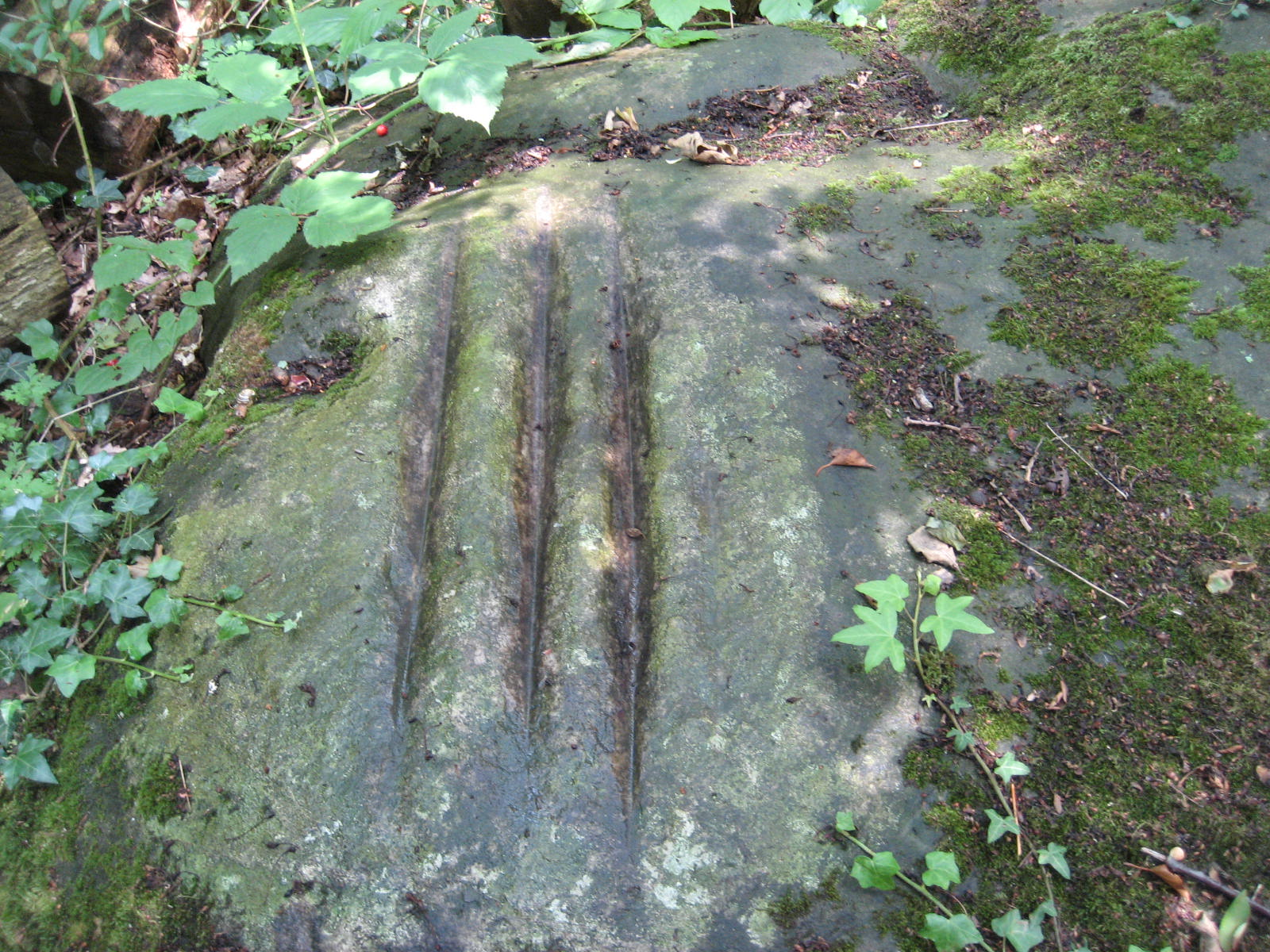
Polissoir du Clos des Raves, Faÿ.
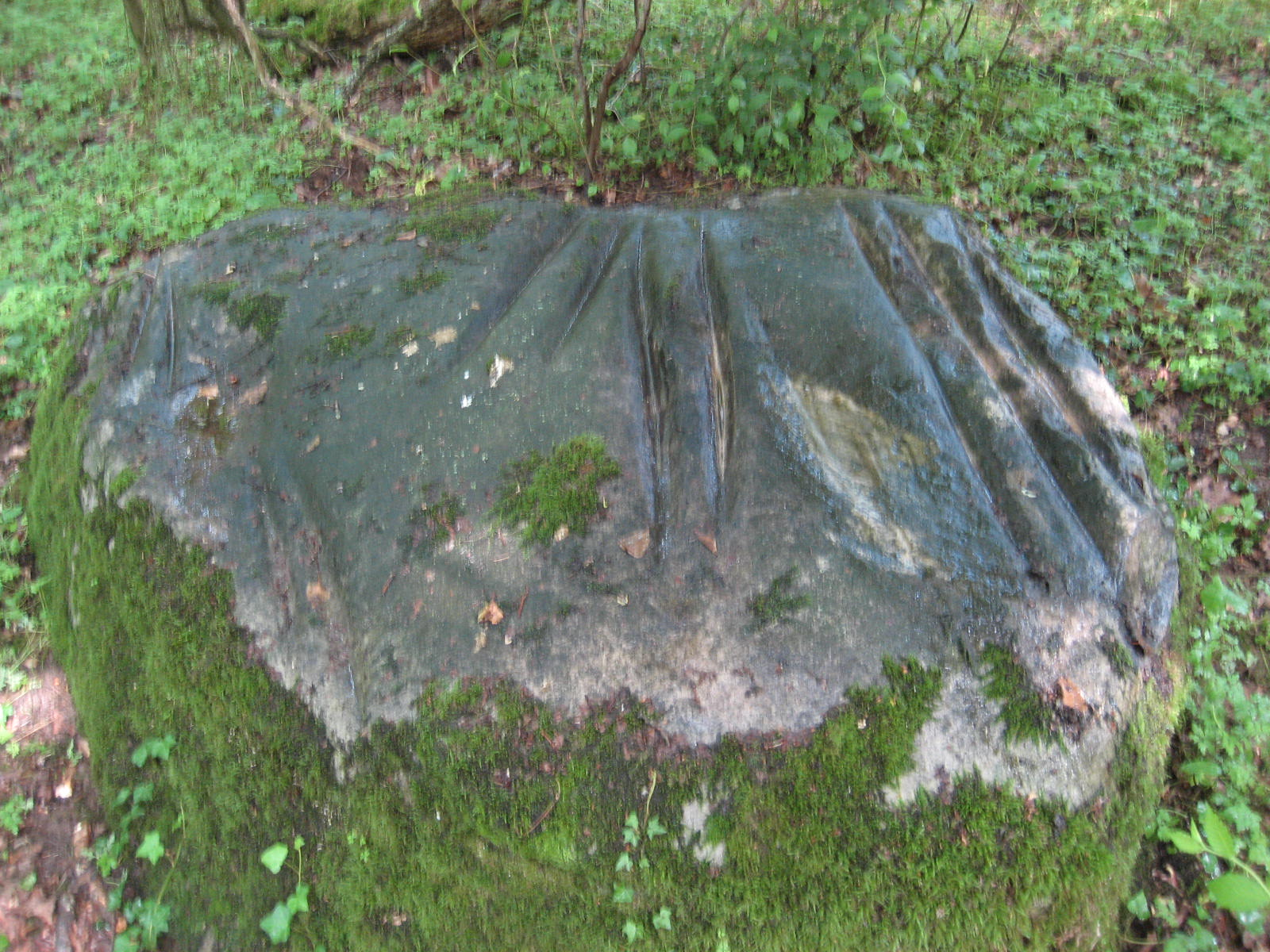
Polissoir d'Aufferville.
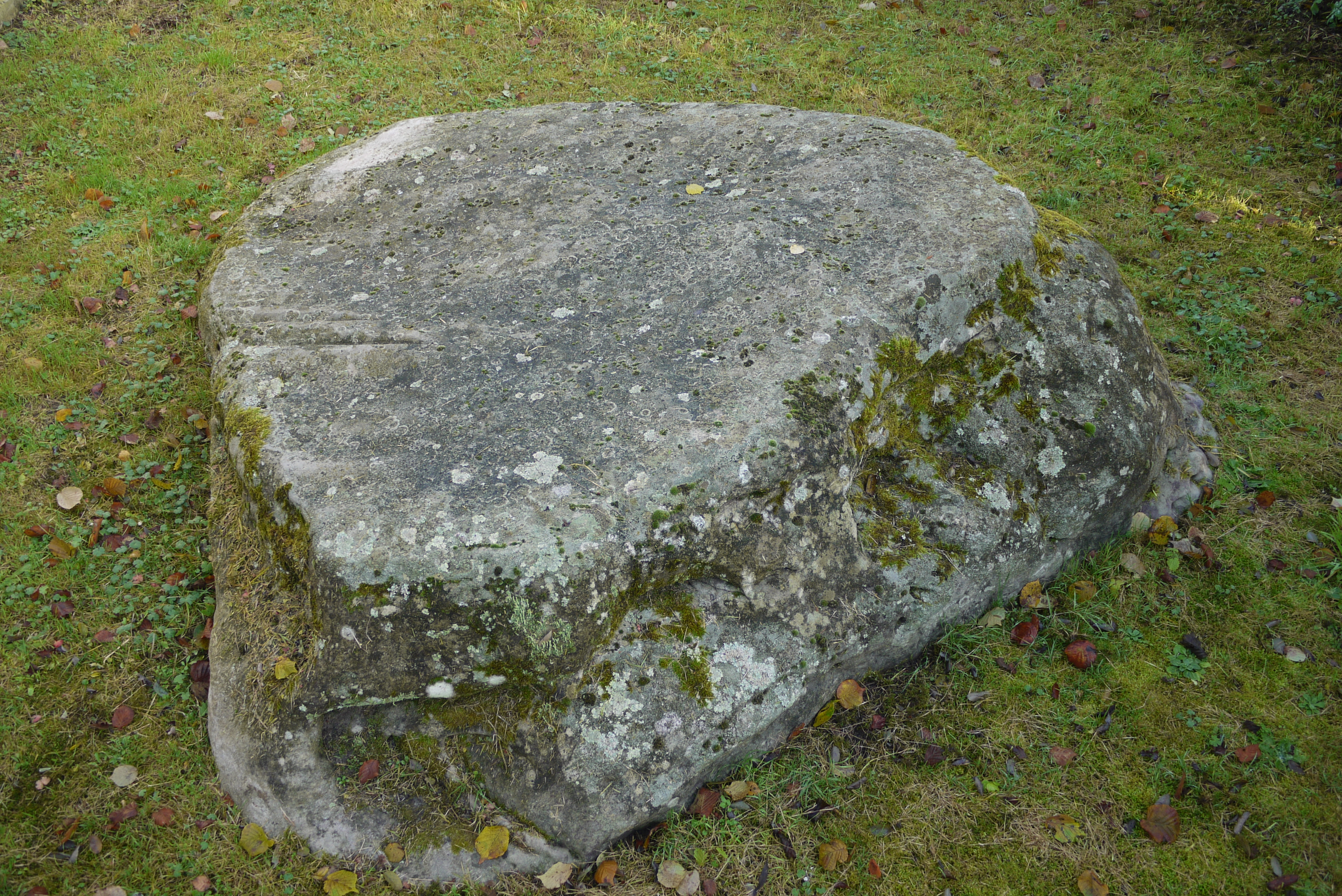
Polissoir de Neuilly-Saint-Front.
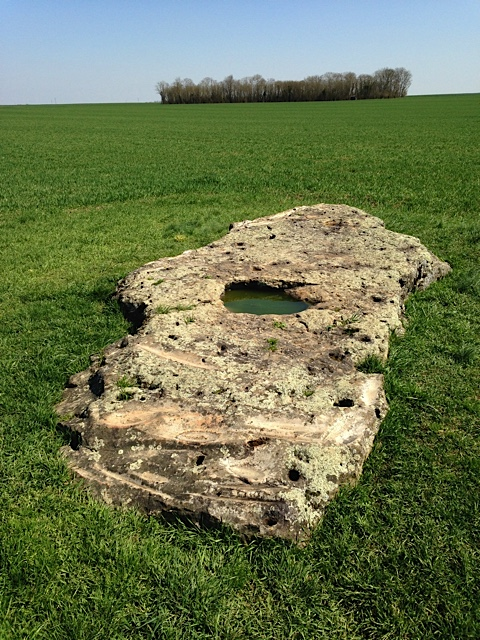
Polissoir de la Pinte de Saint-Martin, Corancez.

Plusieurs centaines de polissoirs en grès stampiens ou sparnaciens ont été localisés et reconnus à la limite sud du massif de Fontainebleau dans la région de Nemours, et des vallées de l'Orvanne et du Lunain. La prospection dans la région de Nemours a montré qu'une grande majorité des traces de polissage se présente sous la forme de plages polies (ni sillons ni cuvettes), même si de vagues allongements et des micro-rayures suggèrent souvent un mouvement longitudinal dominant. Cependant les cuvettes et les blocs à rainures classiques sont également présents en grand nombre. Les dimensions de ces plages polies varient de un centimètre à plus d'un mètre.